# Fran Villalba
Francisco José „Fran” Villalba Rodrigo (ur. 11 maja 1998 w Walencji) – hiszpański piłkarz występujący na pozycji ofensywnego pomocnika lub skrzydłowego, od 2024 roku zawodnik meksykańskiego Santosu Laguna.